# Słoków
Słoków (deutsch Schlogwitz, 1936–1945 Schlagenhof) ist ein Ort in der Landgemeinde Lubrza im Powiat Prudnicki der Woiwodschaft Opole in Polen.

## Geographie
Das Straßendorf Słoków liegt etwa acht Kilometer nordöstlich von Lubrza, 13 Kilometer nordöstlich von Prudnik und 44 Kilometer südwestlich von Opole in der Schlesischen Tiefebene am Mühlgraben (Młynska), einem rechten Zufluss des Zülzer Wassers (polnisch Biała).
Nachbarorte von Słoków sind im Westen Josefsgrund (Józefów), im Norden Olbersdorf (Olbrachcice), im Südosten Nowy Browiniec (Deutsch Probnitz) und im Süden Olszynka (Ellsnig).

## Geschichte

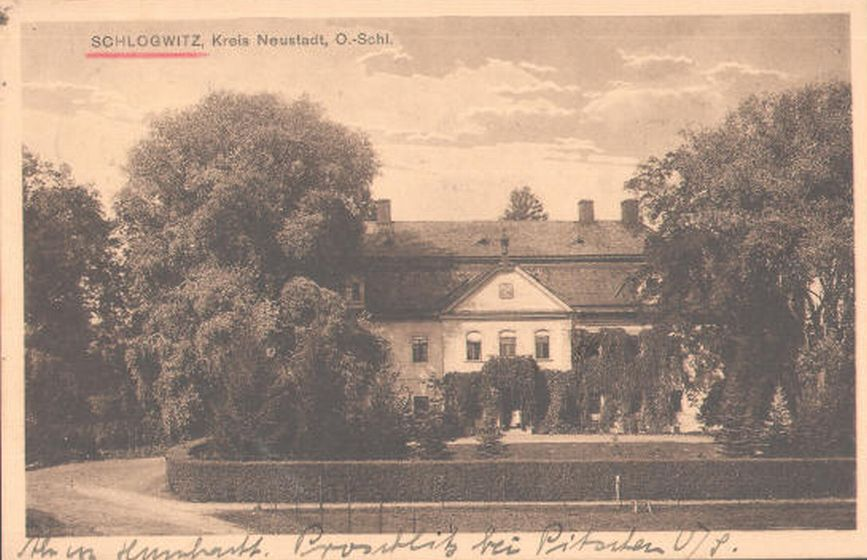
Schloss Schlogwitz – 1945 zerstört

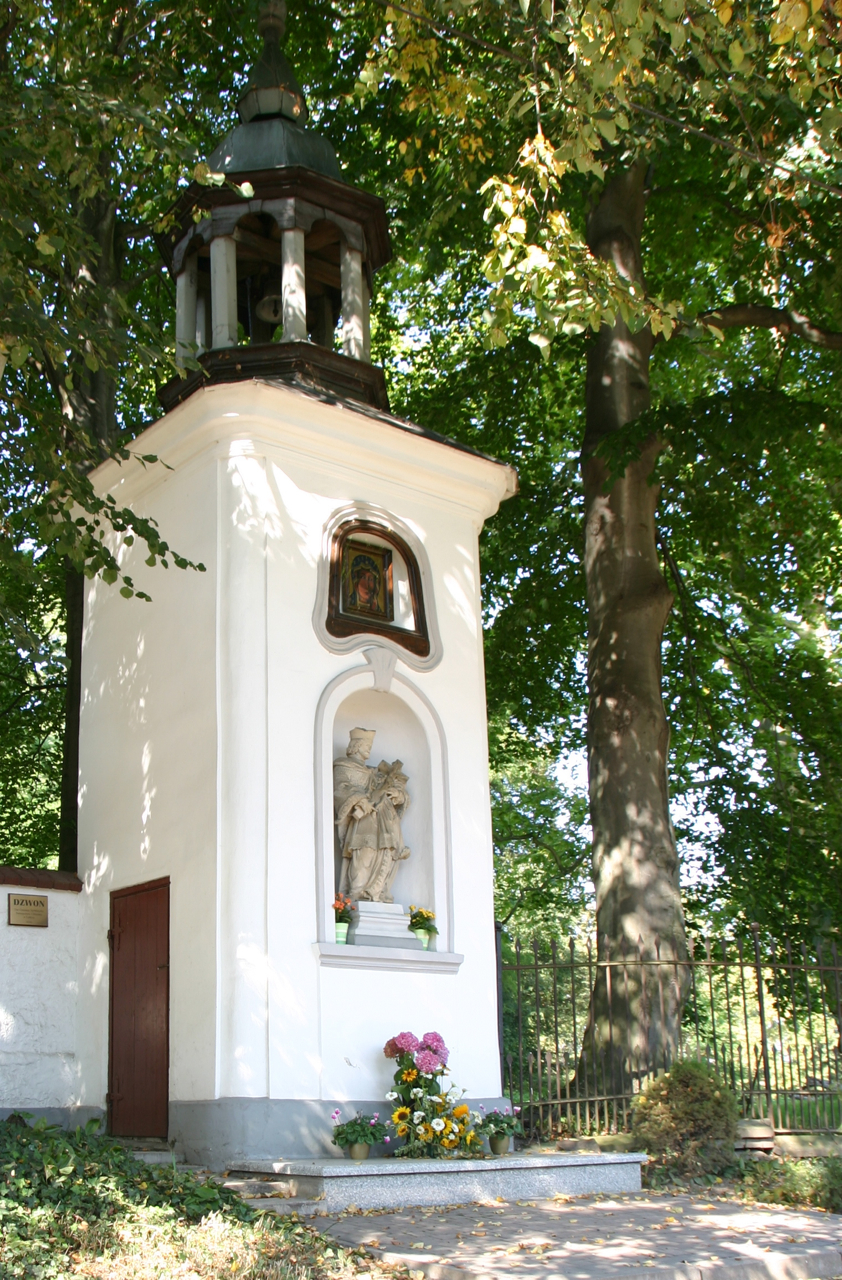
Kapelle

Erstmals erwähnt wurde der Ort im Jahr 1379 als Slokowicz. 1416 erfolgte eine Erwähnung als Slawkowicz sowie 1485 als Slokow.
Nach dem Ersten Schlesischen Krieg 1742 gelangte Schlogwitz mit dem größten Teil Schlesiens an Preußen.
Nach der Neuorganisation der Provinz Schlesien gehörte die Landgemeinde Schlogwitz ab 1816 zum Landkreis Neustadt O.S. im Regierungsbezirk Oppeln. 1845 bestanden im Dorf ein Schloss, ein Vorwerk, eine Brennerei, eine Brauerei, ein Wirtshaus, eine Holzuhrmacherei sowie weitere 41 Häuser. Im gleichen Jahr lebten in Schlogwitz 279 Menschen, davon 53 katholisch. Die katholischen Bewohner waren nach Alt Zülz eingepfarrt, die evangelischen nach Neustadt. 1855 lebten 286 Menschen in Schlogwitz. 1865 bestanden im Ort 9 Gärtner- und 12 Häuslerstellen sowie ein Vorwerk und zwei Windmühlen. Eingeschult und eingepfarrt waren die Bewohner nach Deutsch-Probnitz. 1874 wurde der Amtsbezirk Schlogwitz gegründet, welcher aus den Landgemeinden Deutsch Probnitz, Laßwitz, Polnisch Olbersdorf und Schlogwitz und den Gutsbezirken Deutsch Probnitz, Laßwitz und Schlogwitz bestand. Erster Amtsvorsteher war der Rittergutsbesitzer und Kgl. Leutenant Paul von Wittenburg. 1885 zählte Schlogwitz 142 Einwohner.
Bei der Volksabstimmung in Oberschlesien am 20. März 1921 stimmten in Schlogwitz 140 Personen für den Verbleib bei Deutschland und 0 für die Angliederung an Polen. Schlogwitz verblieb wie der gesamte Stimmkreis Neustadt beim Deutschen Reich. 1933 lebten in Schlogwitz 215 Menschen. Ab 1933 führten die neuen nationalsozialistischen Machthaber groß angelegte Umbenennungen von Ortsnamen slawischen Ursprungs durch. Am 18. August 1936 wurde Schlogiwtz in Schlagenhof umbenannt. 1939 zählte Schlagenhof 198 Einwohner. Bis 1945 befand sich der Ort im Landkreis Neustadt O.S.
Im Frühjahr 1945 wurden im Ort zahlreiche Wohngebäude zerstört, darunter auch das Schloss Schlogwitz. Danach kam der bisher deutsche Ort unter polnische Verwaltung und wurde in Słoków umbenannt und der Woiwodschaft Schlesien angeschlossen. Die deutsche Bevölkerung wurde vertrieben. 1950 kam der Ort zur Woiwodschaft Oppeln. 1999 kam der Ort zum Powiat Prudnicki.

## Sehenswürdigkeiten
- Das Schloss Schlogwitz (poln. Pałac Słoków) entstand in der Mitte des 18. Jahrhunderts. Im Frühjahr 1945 wurde das Gebäude in Brand gesteckt und brannte nieder. Die Ruinen wurden in den 1960er Jahren beseitigt. Erhalten haben sich die Wirtschaftsgebäude sowie ein Speicher. Diese stehen seit 1978 unter Denkmalschutz.[9]
- Erhalten hat sich außerdem der Schlosspark. Dieser ist derzeit in einem schlechten Zustand. Die Parkanlage steht seit 1984 unter Denkmalschutz.[10]
- Kapelle mit Glockenturm und einer Nepomukstatue
- Denkmalstein für beide Weltkriege